# Alain Payet
Pour les articles homonymes, voir Payet.
Alain Payet, également connu sous le pseudonyme de John Love, né le 17 janvier 1947 à Paris 16e et mort le 13 décembre 2007 à Paris 15e, est un réalisateur français de films pornographiques.

## Biographie
Il commence sa carrière dans les années 1970 et, pendant une dizaine d'années, assure les fonctions d'assistant réalisateur sur les tournages de Philippe Labro ou Claude Vital. En 1973 et 1974 il supervise la mise en scène de comédies pornographiques, produites par Lucien Hustaix, telles que Les Tripoteuses ou Les Jouisseuses, avant de se lancer lui-même dans la réalisation sous le pseudonyme de John Love (Prostitution clandestine, Julie par devant par derrière etc.).
Amateur de pratiques extrêmes et même déviantes, Alain Payet a ainsi mis en scène une actrice de 130 kilos, surnommée Groseille, dans Sexplosion et fait du nain noir Désiré Bastareaud son acteur fétiche dans des films tels que Les Gourmandes du sexe ou Les Aventures érotiques de Lili pute. En 1985, il lance la mode du « Hard-Crad » avec le film La Doctoresse a de gros seins qui reste l'une des meilleures ventes de VHS pornographique des années 1980.
Alain Payet a dirigé de nombreuses actrices de X françaises, parmi lesquelles Élodie Chérie, Catherine Ringer, Karen Lancaume, Laure Sainclair, Katsuni, Ovidie, Fovéa, Yasmine, Coralie Trinh Thi, Dolly Golden, ou encore Tabatha Cash. Il réalise d'ailleurs le dernier film de cette dernière, Les Visiteuses, en 1994.
Dans le secteur du cinéma traditionnel, on lui doit le film d'exploitation L'Émir préfère les blondes avec Paul Préboist.
Alain Payet s'est également essayé dans le genre de la nazisploitation avec par exemple Train spécial pour Hitler en 1977. 
Il meurt en 2007 des suites d'un cancer. Sa maxime préférée était : « Ceux qui ne se branlent pas sur des films pornos sont des malades ».

## Filmographie partielle

### Films pornographiques
- 2007 : Section disciplinaire
- 2006 : Yasmine à la prison de femme (Marc Dorcel)
- 2005 : Oksana-Flic en uniforme (Marc Dorcel)
- 2004 : Katsumi à l'école des sorcières (Blue One)
- 2003 : Call Girls de luxe (Marc Dorcel)
- 2003 : Les célibataires (Blue One)
- 2003 : Infirmières de charme (Marc Dorcel)
- 2002 : Les Campeuses de Saint-Tropez
- 2001 : L'Affaire Katsumi (Marc Dorcel)
- 2001 : Sottopaf et Saccapine font leur cinéma (FM Vidéo)
- 2001 : La Fête à Gigi (Marc Dorcel)
- 2000 : Profession Infirmières de Nuit avec Dolly Golden, Fovéa
- 2000 : Les Tontons tringleurs (Blue One)
- 1999 : Hotdorix (Colmax)
- 1999 : La Dresseuse
- 1998 : La Marionnette (Marc Dorcel)
- 1998 : La Croupe Du Monde 98 avec Anita Blond, Dolly Golden, Fovéa, Olivia del Rio, Océane
- 1997 : Les Nuits de la présidente (Marc Dorcel)
- 1997 : Labyrinthe (Marc Dorcel)
- 1997 : Prison (Colmax)
- 1996 : Chantier interdit au public (Colmax)
- 1996 : Séances très spéciales (Magma)
- 1995 : L'Infirmière est vaginale
- 1995 : Bourgeoise le jour et pute la nuit II (René Chateau)
- 1994 : Les Visiteuses
- 1991 : Les 3 garces (video Anais 35 mm)
- 1990 : La comtesse est une pute
- 1988 : La Doctoresse a de gros seins (Cinevog 35 mm)
- 1985 : Secrétaires BCBG le jour et salopes la nuit, Beaux culs-belles gueules (Punch video)
- 1985-1995 : Petites salopes à enculer Production Cinevog 35 mm, Rêves de cul as Frédéric Brazil (Antarès), Inititiation érotique (René Chateau), Culs farcis (Penguin productions), La rousse aux gros seins (René Chateau), Réseau Baise-Sex opérator, La directrice est une salope (Penguin) Production Cinevog 35 mm, Elle suce à genoux (Antarès) Production Cinevog, Cours très privés pour jeunes baiseuses (Antarès) Production Cinevog 35 mm, L'infirmière aux gros seins (Punch video) production Cinevog 35 mm, Les aventures érotiques de Lili pute, Julie par devant, par derrière, Le tourniculeur (Video Anais)
- 1982 : L'inconnue.
- 1975 : Prostitution clandestine, Les gourmandes du sexe, Sexplosion

#### Assistant réalisateur
- 1978 : Touchez pas au zizi de Patrice Rhomm

#### Superviseur de mise en scène
- 1974 : Les jouisseuses de Lucien Hesaix
- 1974 : Les tripoteuses de Lucien Hesaix

### Films non pornographiques
- 1983 : L'émir préfère les blondes
- 1986 : Les Amazones du temple d'or, sous le pseudonyme de James Gartner et en collaboration avec Jésus Franco

### Nazisploitation
- 1977 : Helga, la louve de Stilberg (crédité comme Alain Garnier)
- 1977 : Train spécial pour Hitler (crédité comme James Gartner)
- 1978 : Nathalie dans l'enfer nazi (crédité comme James Gartner)

## Récompenses
- Hot d'or
  - 1999 : Meilleur réalisateur européen
  - 2000 : Meilleur remake ou adaptation Les Tontons tringleurs
- Venus Awards
  - 2003 : Meilleur réalisateur
- FICEB
  - 2001 : La fête a Gigi - International Film Grup
  - 2002 : Ninfa 2002 del público al mejor Director